# Кубок Первого канала 2008 (хоккей)
Кубок Первого канала 2008 — XLI ежегодный международный турнир в рамках Еврохоккейтура 2008/2009. Состоялся 18 — 21 декабря 2008 года в Москве. Участники турнира: Россия, Чехия, Швеция и Финляндия. Выставочный матч Швеция — Чехия прошел в Мальмё (Швеция). Победитель — сборная России.

## Матчи
| 18 декабря 2008 21:30 МСК | Швеция | 2 : 6 (0:1, 0:4, 2:1) | Чехия | Мальмё Арена, Мальмё Зрителей: 11 202 |

| Отчёт | Отчёт                           | Отчёт | Отчёт                           | Отчёт                            |
| --- | ------------------------------- | --- | ------------------------------- | -------------------------------- |
| |                                 | |                                 |                                  |
| | Маттиас Мудиг — 00:00-60:00     | Вратари | 00:00-60:00 — Мирослав Копржива | Судьи: Яри Левонен Том Лааксонен |
| | Голы:                           | |                                 | Судьи: Яри Левонен Том Лааксонен |
| Маттиас Вейнхандль (Т. Мортенссон, Д. Фернхольм) — (бол) 43:05 Микаэль Хокансон (Т. Мортенссон, М. Вейнхандль) — 43:43 | 0:1 0:2 0:3 0:4 0:5 1:5 2:5 2:6 | 01:26 — Томаш Ролинек (Я. Марек) 30:15 — Збынек Иргл 37:47 (бол) — Зденек Кутлак (Й. Вашичек) 38:08 — Збынек Иргл (Т. Ролинек) 39:00 — Йозеф Вашичек 49:52 (бол) — Ян Марек (З. Кутлак, М. Блатяк) |                                 | Судьи: Яри Левонен Том Лааксонен |
| |                                 | |                                 | Судьи: Яри Левонен Том Лааксонен |
| |                                 | |                                 | Судьи: Яри Левонен Том Лааксонен |
| |                                 | |                                 | Судьи: Яри Левонен Том Лааксонен |
| 12 мин | Штраф                           | 16 мин |                                 | Судьи: Яри Левонен Том Лааксонен |
| |                                 | |                                 |                                  |
| | 27 (10+7+10)                    | Броски | 30 (7+12+11)                    |                                  |

| 18 декабря 2008 20:00 МСК | Россия | 4 : 1 (0:1, 1:0, 3:0) | Финляндия | Дворец спорта Мегаспорт, Москва Зрителей: 12 000 |

| Отчёт | Отчёт                            | Отчёт                                       | Отчёт                       | Отчёт                              |
| --- | -------------------------------- | ------------------------------------------- | --------------------------- | ---------------------------------- |
| |                                  |                                             |                             |                                    |
| | Александр Ерёменко — 00:00-60:00 | Вратари                                     | 00:00-60:00 — Теему Лассила | Судьи: Сорен Перссон Ульф Реннмарк |
| | Голы:                            |                                             |                             | Судьи: Сорен Перссон Ульф Реннмарк |
| Виталий Прошкин (И. Никулин) — (бол) 21:48 Данис Зарипов — 46:56 Пётр Счастливый (Ал. Михнов) — 57:48 Данис Зарипов (В. Прошкин) — 59:21 | 0:1 1:1 2:1 3:1 4:1              | 15:18 (бол) — Юкка Воутилайнен (М. Сейкола) |                             | Судьи: Сорен Перссон Ульф Реннмарк |
| |                                  |                                             |                             | Судьи: Сорен Перссон Ульф Реннмарк |
| |                                  |                                             |                             | Судьи: Сорен Перссон Ульф Реннмарк |
| |                                  |                                             |                             | Судьи: Сорен Перссон Ульф Реннмарк |
| 10 мин | Штраф                            | 16 мин                                      |                             | Судьи: Сорен Перссон Ульф Реннмарк |
| |                                  |                                             |                             |                                    |
| | 25 (15+3+7)                      | Броски                                      | 40 (12+16+12)               |                                    |

| 20 декабря 2008 14:00 МСК | Россия | 5 : 2 (2:0, 1:2, 2:0) | Чехия | Дворец спорта Мегаспорт, Москва Зрителей: 13 500 |

| Отчёт | Отчёт                            | Отчёт                                                         | Отчёт                           | Отчёт                                                                            |
| --- | -------------------------------- | ------------------------------------------------------------- | ------------------------------- | -------------------------------------------------------------------------------- |
| |                                  |                                                               |                                 |                                                                                  |
| | Константин Барулин — 00:00-60:00 | Вратари                                                       | 00:00-60:00 — Мирослав Копржива | Судьи: Ульф Реннмарк Сорен Перссон Линейные судьи: Виктор Бирин Алексей Медведев |
| | Голы:                            |                                                               |                                 | Судьи: Ульф Реннмарк Сорен Перссон Линейные судьи: Виктор Бирин Алексей Медведев |
| Максим Сушинский (С. Мозякин) — 05:26 Данис Зарипов (А. Терещенко) — 16:25 Александр Радулов — 33:19 Олег Сапрыкин (К. Горовиков, А. Радулов) — 57:54 Денис Куляш (А. Яшин, В. Вишневский) — (бол) 59:21 | 1:0 2:0 2:1 2:2 3:2 4:2 5:2      | 27:56 (бул) — Якуб Клепиш 29:38 (бол) — Ян Марек (Т. Ролинек) |                                 | Судьи: Ульф Реннмарк Сорен Перссон Линейные судьи: Виктор Бирин Алексей Медведев |
| |                                  |                                                               |                                 | Судьи: Ульф Реннмарк Сорен Перссон Линейные судьи: Виктор Бирин Алексей Медведев |
| |                                  |                                                               |                                 | Судьи: Ульф Реннмарк Сорен Перссон Линейные судьи: Виктор Бирин Алексей Медведев |
| |                                  |                                                               |                                 | Судьи: Ульф Реннмарк Сорен Перссон Линейные судьи: Виктор Бирин Алексей Медведев |
| 51 мин | Штраф                            | 32 мин                                                        |                                 | Судьи: Ульф Реннмарк Сорен Перссон Линейные судьи: Виктор Бирин Алексей Медведев |
| |                                  |                                                               |                                 |                                                                                  |
| | 32 (11+10+11)                    | Броски                                                        | 16 (4+8+4)                      |                                                                                  |

| 20 декабря 2008 18:00 МСК | Швеция | 1 : 2 Б (1:1, 0:0, 0:0, 0:0, 0:1) | Финляндия | Дворец спорта Мегаспорт, Москва Зрителей: 2200 |

| Отчёт                                   | Отчёт                      | Отчёт                                                                  | Отчёт                     | Отчёт                                  |
| --------------------------------------- | -------------------------- | ---------------------------------------------------------------------- | ------------------------- | -------------------------------------- |
|                                         |                            |                                                                        |                           |                                        |
|                                         | Юхан Баклунд — 00:00-65:00 | Вратари                                                                | 00:00-65:00 — Ииро Таркки | Судьи: Вячеслав Буланов Сергей Кулаков |
|                                         | Голы:                      |                                                                        |                           | Судьи: Вячеслав Буланов Сергей Кулаков |
| Мика Ханнула (Ю. Окерман) — (бол) 12:37 | 1:0 1:1 1:2                | 14:37— Калле Салстедт (Т. Койвисто, Т. Аалто) 65:00 (пб) — Киммо Кухта |                           | Судьи: Вячеслав Буланов Сергей Кулаков |
|                                         |                            |                                                                        |                           | Судьи: Вячеслав Буланов Сергей Кулаков |
|                                         |                            |                                                                        |                           | Судьи: Вячеслав Буланов Сергей Кулаков |
|                                         |                            |                                                                        |                           | Судьи: Вячеслав Буланов Сергей Кулаков |
| 16 мин                                  | Штраф                      | 14 мин                                                                 |                           | Судьи: Вячеслав Буланов Сергей Кулаков |
|                                         |                            |                                                                        |                           |                                        |
|                                         | 22 (5+8+7+2)               | Броски                                                                 | 21 (4+8+7+2)              |                                        |

| 21 декабря 2008 14:00 МСК | Россия | 6 : 2 (1:0, 2:0, 3:2) | Швеция | Дворец спорта Мегаспорт, Москва Зрителей: 13 886 |

| Отчёт | Отчёт                            | Отчёт                                                                                          | Отчёт                           | Отчёт                                                                              |
| --- | -------------------------------- | ---------------------------------------------------------------------------------------------- | ------------------------------- | ---------------------------------------------------------------------------------- |
| |                                  |                                                                                                |                                 |                                                                                    |
| | Константин Барулин — 00:00-60:00 | Вратари                                                                                        | 00:00-60:00 — Мирослав Копржива | Судьи: Милан Минарж Владимир Шиндлер Линейные судьи: Виктор Бирин Алексей Медведев |
| | Голы:                            |                                                                                                |                                 | Судьи: Милан Минарж Владимир Шиндлер Линейные судьи: Виктор Бирин Алексей Медведев |
| Алексей Михнов — (мен) 17:21 Алексей Терещенко (А.Морозов, В. Прошкин) — (бол) 30:09 Виталий Атюшов (С. Мозякин, С. Зиновьев) — (бол) 39:07 Данис Зарипов (О. Сапрыкин, В. Прошкин) — 40:28 Сергей Мозякин (М. Сушинский) — 41:42 Денис Куляш (П. Счастливый, Ал. Михнов) — (мен) 52:44 | 1:0 2:0 3:0 4:0 5:0 5:1 6:1 6:2  | 49:54 — Джимми Эрикссон (Ю. Франссон, Ю. Окерман) 54:14 — Джимми Эрикссон (Ю. Харью, Л. Умарк) |                                 | Судьи: Милан Минарж Владимир Шиндлер Линейные судьи: Виктор Бирин Алексей Медведев |
| |                                  |                                                                                                |                                 | Судьи: Милан Минарж Владимир Шиндлер Линейные судьи: Виктор Бирин Алексей Медведев |
| |                                  |                                                                                                |                                 | Судьи: Милан Минарж Владимир Шиндлер Линейные судьи: Виктор Бирин Алексей Медведев |
| |                                  |                                                                                                |                                 | Судьи: Милан Минарж Владимир Шиндлер Линейные судьи: Виктор Бирин Алексей Медведев |
| 12 мин | Штраф                            | 20 мин                                                                                         |                                 | Судьи: Милан Минарж Владимир Шиндлер Линейные судьи: Виктор Бирин Алексей Медведев |
| |                                  |                                                                                                |                                 |                                                                                    |
| | 42 (12+18+12)                    | Броски                                                                                         | 26 (10+7+9)                     |                                                                                    |

| 21 декабря 2008 18:00 МСК | Чехия | 2 : 5 (0:1, 2:2, 0:2) | Финляндия | Дворец спорта Мегаспорт, Москва Зрителей: 3000 |

| Отчёт                                                                            | Отчёт                         | Отчёт | Отчёт                       | Отчёт                                  |
| -------------------------------------------------------------------------------- | ----------------------------- | --- | --------------------------- | -------------------------------------- |
|                                                                                  |                               | |                             |                                        |
|                                                                                  | Александр Салак — 00:00-60:00 | Вратари | 00:00-60:00 — Теему Лассила | Судьи: Вячеслав Буланов Сергей Кулаков |
|                                                                                  | Голы:                         | |                             | Судьи: Вячеслав Буланов Сергей Кулаков |
| Ярослав Глинка (Я. Клепиш) — (бол) 25:46 Томаш Ролинек (М. Блатяк) — (бол) 33:16 | 0:1 0:2 1:2 2:2 2:3 2:4 2:5   | 08:50 (бол) — Янне Нискала (Ю. Воутилайнен, М. Сейкола) 21:11 (бол) — Янне Нискала (Т. Аалто, К. Куусела) 38:20 — Маркус Сейкола (Ю. Воутилайнен) 46:58 (бол) — Калле Салстедт (К. Куусела) 54:18 — Юкка Воутилайнен (М. Сейкола, К. Коскенкорва) |                             | Судьи: Вячеслав Буланов Сергей Кулаков |
|                                                                                  |                               | |                             | Судьи: Вячеслав Буланов Сергей Кулаков |
|                                                                                  |                               | |                             | Судьи: Вячеслав Буланов Сергей Кулаков |
|                                                                                  |                               | |                             | Судьи: Вячеслав Буланов Сергей Кулаков |
| 30 мин                                                                           | Штраф                         | 22 мин |                             | Судьи: Вячеслав Буланов Сергей Кулаков |
|                                                                                  |                               | |                             |                                        |
|                                                                                  | 28 (7+15+6)                   | Броски | 24 (10+6+8)                 |                                        |

## Итоговая таблица
| М | Сборная   | И | В | ВО | ПО | П | ШЗ | ШП | О |
| - | --------- | - | - | -- | -- | - | -- | -- | - |
| 1 | Россия    | 3 | 3 | 0  | 0  | 0 | 15 | 5  | 9 |
| 2 | Финляндия | 3 | 1 | 1  | 0  | 1 | 7  | 7  | 5 |
| 3 | Чехия     | 3 | 1 | 0  | 0  | 2 | 10 | 12 | 3 |
| 4 | Швеция    | 3 | 0 | 0  | 1  | 2 | 7  | 10 | 1 |

## Лучшие игроки турнира
| Вратарь    | Теему Лассила    |
| Защитник   | Петр Часлава     |
| Нападающий | Максим Сушинский |
| MVP        | Данис Зарипов    |

## Лучшие бомбардиры турнира
| М | Игрок            | Г | П | О |
| - | ---------------- | - | - | - |
| 1 | Данис Зарипов    |   |   |   |
| 2 | Збынек Иргл      |   |   |   |
| 3 | Юкка Воутилайнен |   |   |   |
| 4 | Маркус Сейкола   |   |   |   |
| 5 |                  |   |   |   |

## Символическая сборная (версия аккредитованных журналистов)
| Позиция    | Игрок                                |
| ---------- | ------------------------------------ |
| Вратарь    | Александр Еременко                   |
| Защитники  | Денис Куляш, Виталий Прошкин         |
| Нападающие | Данис Зарипов, Збынек Иргл, Ян Марек |

## Победитель
| Победитель Кубка Первого канала 2008 |
| Россия                               |